# 타부시주

타부시주의 위치

타부시주(아르메니아어: Տավուշի մարզ)는 아르메니아 북동부에 위치한 주로, 주도는 이제반이며 면적은 2,704km2, 인구는 121,963명(2002년 기준)이다. 북쪽으로는 조지아, 동쪽으로는 아제르바이잔, 남쪽으로는 게가르쿠니크주, 남서쪽으로는 코타이크주, 서쪽으로는 로리주와 접한다. 아제르바이잔 영토에 둘러싸인 월경지 2개(바르후다를리, 유하리 아스키파라)를 포함한다.

## 같이 보기
- 2020년 아르메니아-아제르바이잔 국경 충돌